# Marguerite Libéraki
Marguerite Libéraki ou Margarita Liberaki (grec moderne : Μαργαρίτα Λυμπεράκη) née à Athènes en 1919 et morte le 24 mai 2001 dans cette même ville, était un écrivain, dramaturge et scénariste d'origine grecque.

## Biographie
Elle fait ses études de droit à l'université nationale et capodistrienne d'Athènes. En 1945, elle s'installe à Paris où elle écrit pour le théâtre, en français et en grec.
Elle est la sœur de la sculptrice Aglaé Libéraki et la mère de la romancière Margaríta Karapánou.

## Œuvres
- Le Saint Prince
- L'Autre Alexandre
- Trois Étés
- Ville magique (scénario)